# Torghattbreen
Der Torghattbreen (japanisch 市女氷河 Itime-hyōga, jeweils für Markthutgletscher) ist ein Gletscher an der Kronprinz-Olav-Küste des ostantarktischen Königin-Maud-Lands. Er mündet unmittelbar westlich des Kasumi Rock in den Südlichen Ozean.
Teilnehmer einer von 1957 bis 1962 dauernden japanischen Antarktisexpedition kartierten, fotografierten und benannten ihn. Wissenschaftler des Norwegischen Polarinstituts übertrugen die Benennung 1973 ins Norwegische. Im englischen Sprachraum ist er als Itime Glacier und Ichime Glacier geläufig.